# Iván Shestakov
Iván Alexeyevich Shestakov (en ruso: Ива́н Алексе́евич Шестако́в; 13 de abril de 1820 - 3 de diciembre de 1888) fue un oficial naval, estadista y escritor ruso.

## Primeros años
Shestakov nació en la población de Syrokorenye en la Gobernación de Smolensk en el seno de una familia noble rusa del capitán-teniente Alexey Antonovich Shestakov y de Yevdokiya Ivanovna Khrapovitskaya. Después de finalizar sus estudios en el Cuerpo de Cadetes Navales (1830-1836), sirvió en la Flota del Mar Negro. En 1837, Shestakov participó en la operación de desembarco cerca del Cabo Konstantinovsky por el que fue condecorado y promovido al rango de guardiamarina. En 1838, estuvo a bordo de la corveta Ifigeniya, participando en operaciones de desembarco cerca de Shanedho, por lo que fue condecorado con la Orden de Santa Ana de 4.ª clase. En 1841, Shestakov retornó a Sebastopol y participó en varias batallas contra montañeros. Iván Shestakov recibió la Orden de San Estanislao de 3.ª clase. El 11 de abril de 1843 el Almirante Mijaíl Lazarev lo hizo su ayudante de campo durante dos años y lo ascendió al rango de teniente.
En 1847-1850, finalizó los estudios hidrográficos en el mar Negro a bordo del cúter Skory.

## Servicio en la Flota del Báltico
En 1850 y en 1852-1854, Shestakov fue enviado a Inglaterra para inspeccionar la construcción de buques militares ordenados por el gobierno ruso. A su retorno a Rusia en febrero de 1854, fue promovido al rango de capitán y transferido a la Flota del Báltico. Shestakov participó en la defensa de Kronstadt durante la Guerra de Crimea a bordo de la fragata Ryurik. El 21 de mayo de 1855 fue designado ayudante de campo del Gran Duque Constantino Nikolayevich. Durante los primeros años de la Guerra de Crimea Shestkov contribuyó a la elaboración de planos para 75 cañoneras y 17 corvetas. En 1856, fue promovido al rango de capitán (de primera) y fue enviado en asignación a los Estados Unidos para inspeccionar la construcción de la fragata de 70 cañones General Almirante, con proyecto y dibujos producidos personalmente por Shestakov. En 1859, la fragata General Almirante bajo el mando de Shestakov hizo un viaje de 12 días a través del océano, parando en Cherburgo y finalmente llegando a Kronstadt. La exitosa misión fue recompensada con la Orden de San Vladimir de 3.ª clase. En 1860-1862 fue comandante de un escuadrón de barcos rusos en el mar Mediterráneo cerca de la costa de Siria para proteger a los cristianos durante las masacres en Líbano. El 23 de abril de 1861 fue promovido al rango de contraalmirante. A su retorno a Kronstadt, Shestakov fue condecorado con la Orden de San Estanislao de 1.ª clase. El 17 de abril de 1863 fue hecho asistente del Comandante Jefe de Kronstadt. En 1863-1864 fue hecho miembro del Comité de Ciencia y Astilleros en San Petersburgo.

## Gobernador de Taganrog

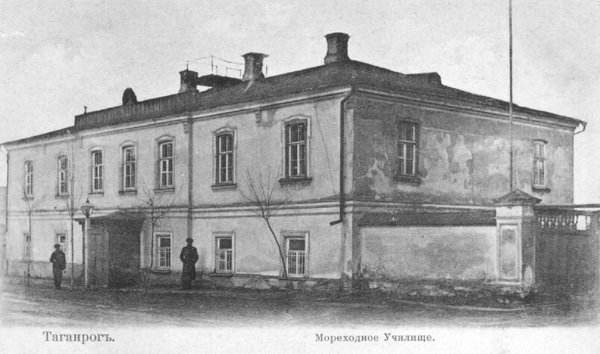
La Escuela Naval en Taganrog.

El servicio civil de Iván Shestakov se inició en 1864. El 11 de abril de 1866 fue asignado al puesto de gobernador de Taganrog (1866-1868). Shestakov inició la fundación de la primera escuela naval en 1868 que abrió más tarde durante el gobierno de Johan Hampus Furuhjelm en 1874. Planificó el desarrollo del comercio costero en el mar de Azov, promoviendo la venta de carbón ruso para vapores en el mar Negro y el Mar de Azov; intentó mejorar la navegación en el Mar de Azov y el río Don; introdujo un nuevo sistema de faros en las aguas poco profundas cerca de Taganrog y a lo largo de la costa del mar de Azov para reemplazar el viejo equipamiento. En Taganrog introdujo el nuevo sistema de iluminación de gas por toda la ciudad, fundando una nueva planta de gas con este propósito. En 1883, considerando su logros, los ciudadanos de Taganrog hicieron a Iván Shestakov ciudadano honorario de Taganrog.

## Ministro de la Marina Rusa
En 1868-1870 fue gobernador de Vilno. En 1870 Iván Shestakov renunció, pero en 1872 sirvió de nuevo como agente naval en Austria e Italia. En 1881 fue presidente del Comité de Astilleros. En 1882 fue designado Ministro de la Marina Rusa. Shestakov contribuyó mucho al renacer de la Flota del Mar Negro (1886) y al fortalecimiento de la Flota del Báltico y de la Flotilla Siberiana. También introdujo un nuevo sistema de servicio para oficiales navales y empezó la construcción a gran escala de buques blindados, incluyendo los cruceros blindados Vladimir Monomakh y Almirante Nakhimov, y los cruceros de batalla Ekaterina II y clase Imperator Aleksandr II. En 1888, Iván Shestakov fue promovido al rango de almirante de la Marina Imperial Rusa.
Iván Shestakov murió en Sebastopol el 3 de diciembre de 1888. Fue enterrado en Sebastopol en la Catedral de San Vladimir.

## Lugares nombrados en honor a Shestakov
- Isla de Shestakov en el mar de Barents, cerca de Novaya Zemlya;
- Bulevard Shestakovsky; una plaza en Taganrog nombrada en honor a Shestakov en 1885 durante su visita como Ministro de la Marina Rusa a Taganrog; después el nombre fue cambiado a Ukrainsky.[1]

## Honores
- Orden de San Alejandro Nevski
- Orden del Águila Blanca (Rusia)
- Cruz de San Jorge, 4.ª clase
- Orden de San Vladimir, 2.ª, 3.ª y 4.ª clases
- Orden de Santa Ana, 1.ª, 2.ª, 3.ª y 4.ª clases
- Orden de San Estanislao, 1.ª y 3.ª clases

## Publicaciones
Aparte de ser un gran estadista, Iván Shestakov fue un reconocido escritor. Publicó varios artículos bajo su nombre real y bajo el nombre de pluma Excelsior en la revista naval Morskoy Sbornik (Морской Сборник) en 1850, 1854-1861, 1864 y 1871. Shestakov tradujo al ruso la obra de William James The Naval History of Great Britain. En 1873 publicó su libro de memorias bajo el título The Half-century of Ordinary Life (Полвека обыкновеннй жизни). Su libro más famoso hasta la actualidad es Sailing Directions in the Black Sea (Лоция Черного моря).